# Hagåtña
Hagåtña (Uitspraak: həˈɡɑtɲə, Spaans: Agaña, vroeger: Agana) is een gemeente op het Amerikaanse eiland Guam in de Grote Oceaan en het is tevens de hoofdstad. De stad ligt aan de westkust van het eiland en telde in 2010 1051 inwoners op een oppervlakte van 2,46 km². Hiermee is het de op een na kleinste gemeente van Guam zowel qua inwoners als oppervlakte, want alleen Umatac heeft minder inwoners en alleen Sinajana beslaat een kleinere oppervlakte.

## Naam
Hagåtña betekent "bloed" in het Chamorro. In 1998 werd de naam 'Agana' terugveranderd naar de oorspronkelijke naam in het Chamorro, namelijk Hagåtna.

## Geografie
Hagåtña is gelegen op het middelste gedeelte van het eiland aan de westkust en heeft volgens het United States Census Bureau een oppervlakte van 0,95 vierkante mijl (omgerekend ongeveer 2,46 km²). Het ligt aan de monding van de Hagåtña in Agana Bay. Het noorden van de plaats strekt zich uit over de stranden van deze baai en ten zuiden van Hagåtña bevindt zich een klif met daarop de plaats Agana Heights.
Het grenst aan vier gemeenten, namelijk Mongmong-Toto-Maite in het oosten, Sinanjana in het zuiden, Agana Heights in het zuidwesten en Asan in het uiterste westen.

## Demografie
Het inwoneraantal bedroeg in 2010 1051 mensen en de bevolkingsdichtheid was daarmee 427,2 inwoners per vierkante kilometer. Ten opzichte van tien jaar geleden is de bevolking met 4,5% gedaald, in 2000 was het aantal inwoners namelijk 1100. De totale bevolking van het eiland is in deze tien jaar wel toegenomen. In Hagåtña is een Chinese buurt te vinden.

### Religie
In Hagåtña staat de Dulce Nombre de Maria Cathedral Basilica, de moederkerk van het aartsbisdom van Hagåtña dat het gehele eiland omvat.

## Verkeer en vervoer

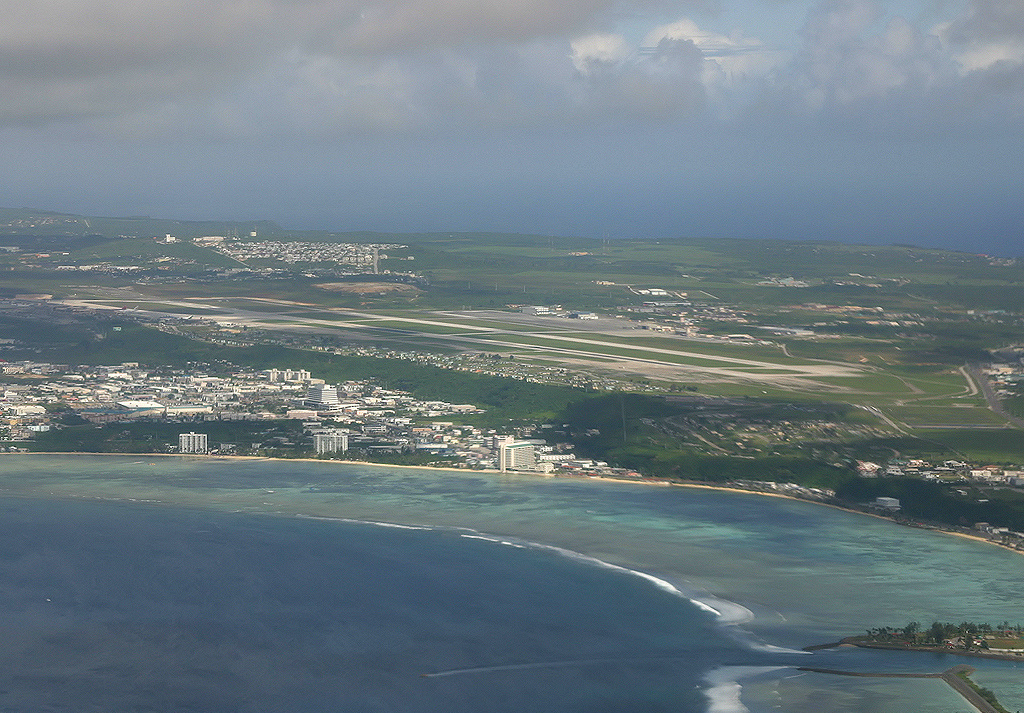
Antonio B. Won Pat International Airport met Hagåtña rechtsonder

Er lopen een aantal hoofdwegen (Guam Highways) door Hagåtña. De GH-1, die bekendstaat als de Marine Corps Drive, gaat van west naar oost door het noorden van de plaats en zorgt voor een verbinding met onder andere Santa Rita in het westen en Dededo in het oosten. Net ten westen van de Hagåtña kruist de GH-1 de GH-4, deze weg verbindt de plaats met het zuiden van het eiland. De GH-8 kruist de GH-1 iets verderop en leidt oostwaarts naar Barrigada, net als de GH-33, alleen leidt deze naar Mongmong-Toto-Maite. De GH-7 loopt vanaf de kruising met de GH-6 in Asan door Agana Heights tot aan de kruising met de GH-4 net binnen de grenzen van Hagåtña.
Ten oosten van de plaats in de gemeenten Barrigada en Tamuning bevindt zich Antonio B. Won Pat International Airport, de internationale luchthaven van Guam. Het is de thuisbasis van de luchtvaartmaatschappij Continental Micronesia.

## Stedenbanden
Hagåtña heeft stedenbanden met:
- Guadalajara (Mexico), sinds 1976[7]
- Quezon City (Filipijnen), sinds 2000[8]

## Geboren
- Danny Baggish (1983), Amerikaans darter